# Josh Holloway
Joshua Lee Holloway (født 20. juli 1969 i San Jose, Californien, USA) er en amerikansk skuespiller, bedst kendt for rollen som James "Sawyer" Ford i tv-serien Lost.

## Filmografi
- Whisper (2007) ... som Max Truemont.
- Command and Conquer 3 (2007) ... som Ajay.
- Just Yell Fire (2006) ... som sig selv
- Lost (2004) ... som James "Sawyer" Ford
- Good Girls Don't (2004) ... som Eric
- Navy NCIS: Naval Criminal Investigative Service (2004) ... State Trooper Darryl Dawson
- The Lyon's Den (2003) ... som Lana's Toy
- CSI: Crime Scene Investigation (2003) ... som Kenny Richmond
- Doctor Benny (2003) ... som Pheb
- Sabretooth (2002) ... som Trent Parks
- My Daughter's Tears (2002)
- Mi amigo (2002) ... som Younger Pal Grisham
- Walker, Texas Ranger ... som Ben Wiley
- Cold Heart (2001) ... som Sean
- Moving August (1999) ... som Loren Carol
- Angel (1999) ... som "mand med godt udseende" (Vampyr)
- Cryin' (1993) ... som tasketyv